# Méreau
Méreau település Franciaországban, Cher megyében. Lakosainak száma 2649 fő (2022. január 1.). Méreau Brinay, Lury-sur-Arnon, Massay, Saint-Hilaire-de-Court és Vierzon községekkel határos.

## Népesség
A település népessége az elmúlt években az alábbi módon változott:
| Lakosok száma | 979  | 1756 | 2020 | 2151 | 2537 | 2627 | 2610 | 2606 | 2620 | 2649 |
|               | 1968 | 1982 | 1990 | 2006 | 2013 | 2015 | 2017 | 2019 | 2020 | 2022 |